# Melilla La Vieja
Melilla la Vieja („Melilla veche”) este numele unei fortărețe mari care se află imediat la nord de portul Melilla, una dintre Plazas de soberanía din Spania de pe coasta nord-africană. Construită în secolele al XVI-lea și al XVII-lea, o mare parte din cetate a fost restaurată în ultimii ani.
Cetatea conține multe dintre cele mai importante situri istorice din Melilla, printre care un muzeu arheologic, un muzeu militar, Biserica Concepției și o serie de peșteri și tuneluri, cum ar fi Peșterile Conventico, în uz încă din vremea fenicienilor.